# Крашево-Славенцин
Крашево-Славенцин (пол. Kraszewo-Sławęcin) — село в Польщі, у гміні Рацьонж Плонського повіту Мазовецького воєводства.
Населення — 52 особи (2011).
У 1975-1998 роках село належало до Цехановського воєводства.

## Демографія
Демографічна структура станом на 31 березня 2011 року:
|          | Загалом | Допрацездатний вік | Працездатний вік | Постпрацездатний вік |
| -------- | ------- | ------------------ | ---------------- | -------------------- |
| Чоловіки | 27      | 5                  | 19               | 3                    |
| Жінки    | 25      | 6                  | 12               | 7                    |
| Разом    | 52      | 11                 | 31               | 10                   |